# Drapetis guangdongensis
Drapetis guangdongensis är en tvåvingeart som beskrevs av Yang, Gaimari och Patrick Grootaert 2005. Drapetis guangdongensis ingår i släktet Drapetis och familjen puckeldansflugor. Inga underarter finns listade i Catalogue of Life.